# Цона Артиђанале-Индустријале (Горица)
Цона Артиђанале-Индустријале је насеље у Италији у округу Горица, региону Фурланија-Јулијска крајина.
Према процени из 2011. у насељу је живело 9 становника. Насеље се налази на надморској висини од 33 м.